# Súng tiểu liên

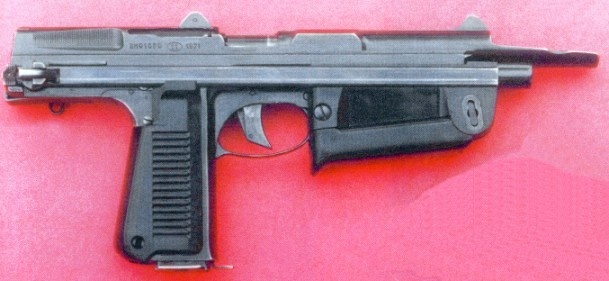
Tiểu liên PM-63 RAK do Ba Lan chế tạo, 9mm

Súng tiểu liên là loại vũ khí cá nhân tầm gần, thuộc họ súng máy, cũng thuộc họ súng tự động tùy theo phân loại của các quốc gia. Tiểu liên có thể có tầm bắn lý thuyết lên đến 1.000 m nhưng cự li sát thương có hiệu quả thường không quá 400 m, có loại chỉ 100 m (M3); cỡ nòng từ 5,56mm (M16) đến 12mm (M3), phổ biến nhất là hai cỡ nòng 5,56mm (tiêu chuẩn NATO) và 7,62mm (tiêu chuẩn khối Warszawa). Do cấu tạo trích khí gián tiếp hoặc trực tiếp để lùi khóa nòng phối hợp với lò xo đẩy đạn, lò xo hồi khóa nòng để nạp đạn tự động, tiểu liên có thể bắn từng phát hoặc bắn liên tục. Tốc độ bắn trong thử nghiệm súng có thể đạt 600 phát/phút. Tốc độ bắn trong thực tế chiến đấu khoảng 100 phát/phút. Hộp tiếp đạn có thể chứa từ 20 đến 40 viên. Một số loại tiểu liên cỡ lớn như AK-47 hay M16 có thể lắp lưỡi lê để có thể giáp lá cà. Trong chiến đấu, tiểu liên tạo mật độ hỏa lực cao khi tấn công bằng cách bắn rải, bắn quét. Trong phòng ngự, tiểu liên phát huy độ chính xác khá cao khi bắn điểm xạ (2 hoặc 3 phát liên tục).

## Lịch sử phát triển
Súng tiểu liên đầu tiên được phát minh tại Đức là khẩu MP-18/1 và được gọi là Maschinenpistole nghĩa là «súng ngắn tự động»; được người Đức sử dụng từ cuối Chiến tranh thế giới thứ nhất. Sau Thế chiến I, Hoa Kỳ cũng thử nghiệm xong và cho ra đời khẩu Tiểu liên Thompson do tướng John Taliaferro Thompson thiết kế dùng đạn cỡ 11.43mm nhưng chưa kịp đưa vào sử dụng thì chiến tranh kết thúc. Từ năm 1918 và trong Chiến tranh thế giới thứ hai các nước có nền công nghiệp vũ khí phát triển lần lượt độc lập nghiên cứu, chế tạo ra các loại súng tiểu liên khác nhau để trang bị cho bộ binh của họ. Hoa Kỳ có khẩu Tiểu liên Thompson với M3 Grease Gun, Pháp và Việt Nam có khẩu MAS-38, Vương quốc Liên hiệp Anh và Bắc Ireland có Sten. Mãi đến giữa năm 1941, Liên Xô mới cho ra lò khẩu súng tiểu liên PPSh-41 có băng đạn tròn.
Trong Chiến tranh thế giới thứ hai, quân Đức phát triển chế tạo và sử dụng rộng rãi loại súng tiểu liên MP-40. Biên chế mỗi Đại đội Bộ binh Lục quân Đức Quốc xã hay Wehrmacht thời kỳ này thường có riêng một trung đội sử dụng súng tiểu liên MP-40. Các loại tiểu liên của Hoa Kỳ, Anh, Pháp, Nga cũng được chế tạo hàng triệu khẩu và sử dụng rộng rãi.
Sau Chiến tranh thế giới thứ hai, nhà phát minh Xô Viết Mikhail Timofeevich Kalashnikov đã thiết kế các mẫu súng AK-1 và AK-2 có những đặc điểm nổi bật như sử dụng tiện lợi trong điều kiện các điều kiện môi trường băng giá, ẩm ướt, bùn lầy, hoặc sa mạc đầy cát bụi. Đến năm 1947, khẩu AK-47 ra đời và được đưa vào biên chế trang bị cho Hồng quân Liên Xô. Mặc dù là tiểu liên nhưng do kích thước nòng dài đến 41 cm, sử dụng đạn súng trường nên khối NATO xếp nó vào loại súng trường tự động (để phân biệt với súng trường bán tự động và súng trường không tự động).
Trong Chiến tranh Việt Nam, phía Hoa Kỳ đã trang bị cho mình và đồng minh của Hoa Kỳ là loại súng tiểu liên M16-A1 - súng tiểu liên bắn cực nhanh. Loại súng trường này nhẹ và sử dụng loại đạn 5,56×45mm NATO, tạo điều kiện cho người lính đem nhiều đạn hơn. Tuy nhiên, do đạn 5,56mm nhỏ, thường xuyên qua mục tiêu, ít tạo lỗ phá ra và binh lính Hoa Kỳ cũng như thường ỷ vào tốc độ bắn cao nên họ thường tiêu thụ rất nhiều đạn nhưng hiệu suất sát thương đối phương không cao. Trong khi đó, đạn 7,62×39mm; bắn từ khẩu AK-47 có kích thuớc và động năng lớn hơn đã có hiệu suất gây thương vong cao hơn cho đối phương bởi lỗ phá ra của vết thương rất lớn.